# Yeongjongdo
Die südkoreanische Insel Yeongjongdo liegt im Gelben Meer vor der Westküste der Stadt Incheon von Südkorea. Sie selbst gehört zu einer Exklave des Jung-gu (중구, 中區)-Bezirkes der Stadt Incheon. 

## Geografie
Die Insel ist 2,5 km von der Insel Wolmido (월미도) und 52 Kilometer von der Hauptstadt Seoul entfernt. Im Zentrum der Insel liegt der Berg Baegusan. Zu den bekanntesten Stränden der Insel gehört der Eulwangni-Strand (을왕리해수욕장) der früher unter dem Namen „Eolhang“ bekannt war.

## Weitere Namen
Die Insel wird auch „Schwalbeninsel“ (Jayeondo) genannt, aufgrund der sehr großen Anzahl an Schwalben.

## Geschichte
Durch Landgewinnung wurde das frühere Yeongjongdo mit den Inseln Yongyudo (용유도, 龍游島) im Westen, Sammokdo (삼목도, 三木島) im Nordwesten und Sinbuldo (신불도, 薪佛島) im Südwesten zur heutigen Insel Yeongjongdo verbunden um Platz für den Bau des Flughafens Incheon zu erschaffen.

## Infrastruktur
Die Insel ist über zwei Brücken mit dem Festland verbunden. Die Yeongjong-Brücke (Teil der Expressway 130) verbindet die Insel mit dem Stadtteil Seo-gu (서구, 西區) und die Incheon-Brücke (Teil der Expressway 110) verbindet die Insel mit dem Songdo International Business District.